# Société du service social missionnaire
La société du service social missionnaire est une société de vie apostolique féminine de droit pontifical dont le but est l'aide sociale.

## Historique
La société est fondée en 1946 à Palerme par le cardinal Ernesto Ruffini pour l'assistance sociale auprès de familles dans le besoin. Initialement, les associées appelées volontaires de la charité, ne vivent pas en commun et leur style de vie ressemble à celui des instituts séculiers modernes. L'association est approuvée comme telle par 
l'archidiocèse de Palerme le 25 mars 1954 sous le nom d'assistantes sociales missionnaires. 
L'institut reçoit l'approbation pontifical le 31 mai 1965 en tant qu'institut séculier, cependant, l'année suivante, il change de statut et devient une société de vie apostolique en prenant son nom actuel.  

## Activités et diffusion
Les sœurs travaillent en centre social, centre médico-psycho-pédagogique et dirigent des écoles de service social.
Les sœurs sont présentes en Italie, Argentine et en Espagne. 
La maison généralice est à Rome. 
Fin 2011, la société comptait 55 membres dans 10 foyers.